# Artena siamica
Artena siamica là một loài bướm đêm trong họ Erebidae.